# Эспарцет виколистный
Эспарце́т виколи́стный, или Эспарце́т обыкновенный, или Эспарце́т посевно́й (лат. Onobrychis viciifolia) — многолетнее травянистое растение; вид рода Эспарцет (Onobrychis) семейства Бобовые (Fabaceae). Ценное кормовое и медоносное растение.

## Ботаническое описание

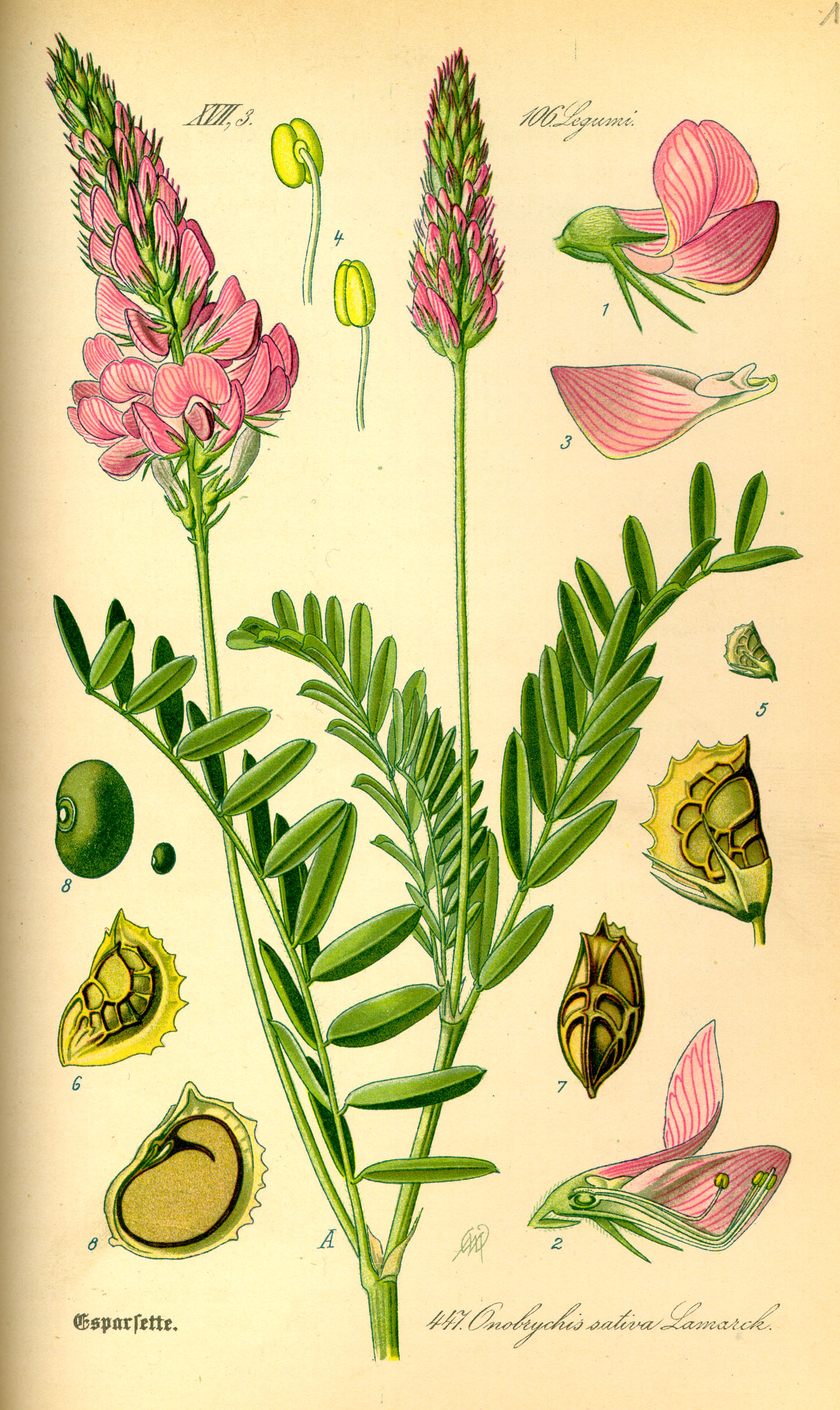

Многолетнее растение ярового или озимого типа развития.
Развивает мощную корневую систему со стержневым корнем 60—100 см длины. Основная масса корней сосредоточена в первых 15—20 см от поверхности почвы. На рыхлых структурных почвах корни могут проникать в почву до 2—2,5 м. По сравнению с другими видами эспарцета корневая система более поверхностная. На корнях развиваются азотфиксирующие бактерии.
Стебли высотой от 15—40 до 50—90 см, из одного корневища многочисленные, прямые или приподнимающиеся, вверху обычно ветвистые, полувыполненные или полые, опушённые короткими волосками или голые, кустистость хорошая.
Прилистники сросшиеся, яйцевидные, оттянутые, заострённые; нижние листья на длинных черешках, 6—14-парные, листочки их яйцевидно-продолговатые до эллиптических, тупые или острые, 15—20 (35) мм длиной, 5—6(7) ми шириной; верхние листья на коротких черешках; листочки их продолговато-ланцетные или ланцетные, реже линейные.
Цветочные кисти короткие (3—5 см), относительно плотные, густые, яйцевидные, с притупленной вершиной, расширенные снизу, до цветения хохлатые, в цвету 4—9 см длиной, после цветения удлиненные; прицветники 3,5—4 мм длиной; цветоножки около 1 мм длиной; чашечка 5—6,5 мм; зубцы её ланцетно-шиловидные, в два — три раза длиннее трубочки, покрыты длинными волосками. Венчики ярко-розовые с пурпурным оттенком, 10—13 мм длины, флаг эллиптический, выемчатый, равный или длиннее лодочки примерно на 1 мм.
Бобы 6—8 мм длиной, полуяйцевидно-округлые, коротковолосистые, поверхность их ячеистая. Створки боба крепко соединены (высевают бобы, условно называемые семенами). Масса 1000 семян 17—22 г. Цветение — май — июнь, массовое созревание бобов — август — сентябрь. Перекрёстноопыляемое растение. Число хромосом 2n = 24, 28.

## Распространение и экология
Ареал: европейская часть России, южная Сибирь, Урал, Крым, Предкавказье и Кавказ, Казахстан и Средняя Азия, запад и центральная часть Северной Америки.
Засухоустойчив, не выдерживает близкого стояния грунтовых вод. Растёт на почвах разных типов (предпочитает богатые известью), кроме заболоченных и кислых. Требователен к свету и под покровом других трав растёт плохо. К теплу мало требователен, всходы выдерживают до −8°С, но в малоснежные зимы растения повреждаются морозами.
По зимостойкости превосходит эспарцет закавказский (Onobrychis transcaucasica), но уступает эспарцету песчаному (Onobrychis arenaria).
Наибольший вред среди насекомых приносят клеверный стеблевой долгоносик (Apion seniculus), семяеды экспарцетовая зерновка (Bruchidius unicolor) и экспарцетовая толстоножка (Eurytoma onobrychidis), клопы и тли. Поражается ржавчиной и мучнистой росой.

## Химический состав
В 100 кг абсолютно сухого сена содержится 9,3 кг переваримого белка и 63,7 кормовых единиц. На 100 кг травы 9,5 кг переваримого белка и 74,1 кормовых единиц. Белки содержат 2,16 % треонина, 1,67 % триптофана. Их содержание зависит от фазы вегетации и условий произрастания.
| Клетчатка | Белки | Жира | БЭВ  | Источник                |
| --------- | ----- | ---- | ---- | ----------------------- |
| 39,1      | 76,0  | 45,2 | 69,2 | Рюмин, 1936             |
| 42,3      | 73,3  | 69,2 | 80,0 | Вакар, 1930             |
| 46        | 60    | 50   | 61   | Томмэ, Мартыненко, 1970 |

По данным 19 анализов в среднем сено содержит 15,0 % воды, 7,02 % золы, 1,29 % кальция, 0,294 % фосфора, 2,03 % калия, 0,325 % натрия, 0,189 % магния, 0,226 % кремния, 0,070 % железа, 0,180 % серы, 0,261 % хлора.

## Значение и применение
Хорошо поедается крупным рогатым скотом, овцами, лошадьми и свиньями. В измельченном виде скармливается домашней птице. Незрелыми семенами кормят птицу и лошадей которые переваривают их без остатка. Своевременно убранное сено поедается хуже, чем сено люцерны (Medicago). Огрубевшее сено поедается скотом удовлетворительно.
Медоносное растение. Продуктивность мёда при сплошном произрастании не уступает эспарцету песчаному (Onobrychis arenaria). Однако, лучше последнего реагирует на увлажнение почвы. По исследованиям в нижней полосе гор Алматинской области в год с умеренными осадками растение развило 232,4 млн цветков, а в год с обильными 532,8 млн цветков на гектар. Сахаропродуктивность одного цветка увеличилась с 0,08 до 0,105 мг, а гектара с 27 до 83 кг.
Ценное высокобелковое кормовое растение, не уступающее по кормовой ценности, содержанию белка и других питательных веществ люцерне и клеверу. Благодаря высокой засухоустойчивости и достаточной зимостойкости эспарцет виколистный в сухостепной и полупустынной зоне имеет преимущество перед люцерной по урожайности и устойчивости к болезням и вредителям.
Выращивается на сено, сенаж, зелёный корм и как пастбищное растение. Урожайность зелёной массы — 150—200 ц/га, сена — 28-50 (до 80) ц/га, семян — 8—20 ц/га. Перспективен при освоении деградированных склоновых земель благодаря нетребовательности к почвам и условиям выращивания. Хороший медонос (1 га посева даёт 80—100 кг меда). Эспарцет — растение, более богатое белком и полезными микроэлементами по сравнению с другими травами, но концентрации натрия и калия ниже, чем в других крупных бобовых.
Используется для создания межвидовых гибридов с эспарцет песчаный.
В Российский Государственный реестр селекционных достижений, допущенных к использованию в 2021 году, включено 28 сортов Эспарцета.

### Прочее
Дубильные вещества, выделяемые из растения, ингибируют рост и активность протеаз Butyrivibrio fibrisolvens A38 и Streptococcus bovis 45S1, хотя слабо отразились на Prevotella ruminicola B14 или Ruminobacter amylophilus WP225.
Содержащийся в растении танин имеет глистогонное воздействие и потенциально может использоваться против желудочно-кишечных нематод жвачных животных.

## Классификация

### Таксономия
Onobrychis viciifolia Scop., 1771, Fl. Carniol., ed. 2, 2: 76
Вид Эспарцет виколистный относится к роду Эспарцет (Onobrychis) подсемейства Мотыльковые (Papilionoideae) семейства Бобовые (Fabaceae) порядка Бобовоцветные (Fabales). Таксономическая схема в соответствии с Системой APG IV по состоянию на декабрь 2023 года:
|  |                                      |  |                                   |                                   |                   |  | ещё 3 семейства | ещё 3 семейства   |                          |  |  |  | еще 523 рода                                                    | еще 523 рода         |  |  |
|  |                                      |  |                                   |                                   |                   |  | ещё 3 семейства | ещё 3 семейства   |                          |  |  |  | еще 523 рода                                                    | еще 523 рода         |  |  |
|  |                                      |  |                                   | порядок Бобовоцветные             |                   |  |                 |                   | подсемейство Мотыльковые |  |  |  |                                                                 | Эспарцет виколистный |  |  |
|  |                                      |  |                                   | порядок Бобовоцветные             |                   |  |                 |                   | подсемейство Мотыльковые |  |  |  |                                                                 | Эспарцет виколистный |  |  |
|  | отдел Цветковые, или Покрытосеменные |  |                                   |                                   | семейство Бобовые |  |                 |                   | род Эспарцет             |  |  |  |                                                                 |                      |  |  |
|  | отдел Цветковые, или Покрытосеменные |  |                                   |                                   |                   |  |                 |                   |                          |  |  |  |                                                                 |                      |  |  |
|  |                                      |  | ещё 63 порядка цветковых растений | ещё 63 порядка цветковых растений |                   |  |                 | еще 5 подсемейств | еще 5 подсемейств        |  |  |  | еще 296 подтвержденных видов и 52 вида, ожидающих подтверждения |                      |  |  |
|  |                                      |  |                                   | ещё 63 порядка цветковых растений |                   |  |                 |                   | еще 5 подсемейств        |  |  |  |                                                                 |                      |  |  |

## Синонимы
- Hedysarum collinum Salisb.
- Hedysarum echinatum Gilib.
- Hedysarum montanum Pers.
- Hedysarum onobrychioides Winkl.
- Hedysarum onobrychis L.
- Hedysarum onobrychis L.
- Hedysarum onobrychis var. canone S.L.Welsh
- Onobrychis alba Boreau
- Onobrychis bifera (Alef.) Coulot & Rabaute
- Onobrychis collina Jord.
- Onobrychis esponellae Sennen
- Onobrychis glabra Desv.
- Onobrychis incana Gueldenst.
- Onobrychis onobrychis (L.) H.Karst.
- Onobrychis pallens Láng ex Neilr.
- Onobrychis pallescens Schur
- Onobrychis procumbens Fisch. ex Schrank
- Onobrychis sativa Lam.
- Onobrychis sativa var. bifera Alef.
- Onobrychis sativa var. calvescens Schur
- Onobrychis sativa var. communis Alef.
- Onobrychis sativa var. culta W.D.J.Koch
- Onobrychis sativa var. hirsuta Schur
- Onobrychis sativa var. pseudosupina Ball
- Onobrychis sativa var. silvestris Alef.
- Onobrychis spicata Moench
- Onobrychis viciifolia f. albiflora Rouy
- Onobrychis viciifolia f. glabrescens Beck
- Onobrychis viciifolia f. inermis Beck
- Onobrychis viciifolia f. nivea Beck
- Onobrychis viciifolia f. pallens (Láng ex Neilr.) Beck
- Onobrychis viciifolia f. pallidiflora Stelzhamer ex Gams
- Onobrychis viciifolia f. roseola Beck
- Onobrychis viciifolia f. subvillosa (DC.) Širj.
- Onobrychis viciifolia subsp. collina (Jord.) P.D.Sell
- Onobrychis viciifolia subsp. sativa Thell.
- Onobrychis viciifolia subsp. sativum (Lam.) Thell.
- Onobrychis viciifolia var. braunii Širj.
- Onobrychis viciifolia var. collina (Jord.) St.-Lag.
- Onobrychis viciifolia var. communis (Alef.) Coulot & Rabaute
- Onobrychis viciifolia var. comosa Pluskal
- Onobrychis viciifolia var. comosa (Pluskal) Širj.
- Onobrychis viciifolia var. culta Gren. & Godr.
- Onobrychis viciifolia var. ramosa Širj.
- Onobrychis viciifolia var. subvillosa DC.
- Onobrychis viciifolia var. viciifolia
- Onobrychis vicioides Medik.
- Onobrychis vulgaris Hill
- Onobrychis vulgaris Gueldenst.
- Onobrychis vulgaris var. sativa Gaudin